# Villeneuve-la-Lionne
Villeneuve-la-Lionne è un comune francese di 309 abitanti situato nel dipartimento della Marna nella regione del Grand Est.

## Società

### Evoluzione demografica
Abitanti censiti